# Villaescusa de Haro
Villaescusa de Haro ist eine Gemeinde (Municipio) und ein Dorf mit 459 Einwohnern (Stand: 2024) in der Provinz Cuenca in der Autonomen Region Kastilien-La Mancha. 

## Lage
Villaescusa de Haro liegt etwa 60 Kilometer südwestlich von Cuenca in einer Höhe von ca. 825 m. 

## Bevölkerungsentwicklung
| 1970 | 1981 | 1991 | 2001 | 2011 | 2021 |
| ---- | ---- | ---- | ---- | ---- | ---- |
| 865  | 667  | 614  | 578  | 551  | 468  |

## Sehenswürdigkeiten
- Burgruine von Haro
- Ruine der Dominikanerklause
- Peterskirche
- Rathaus (ehemaliger Palast der Ramírez)

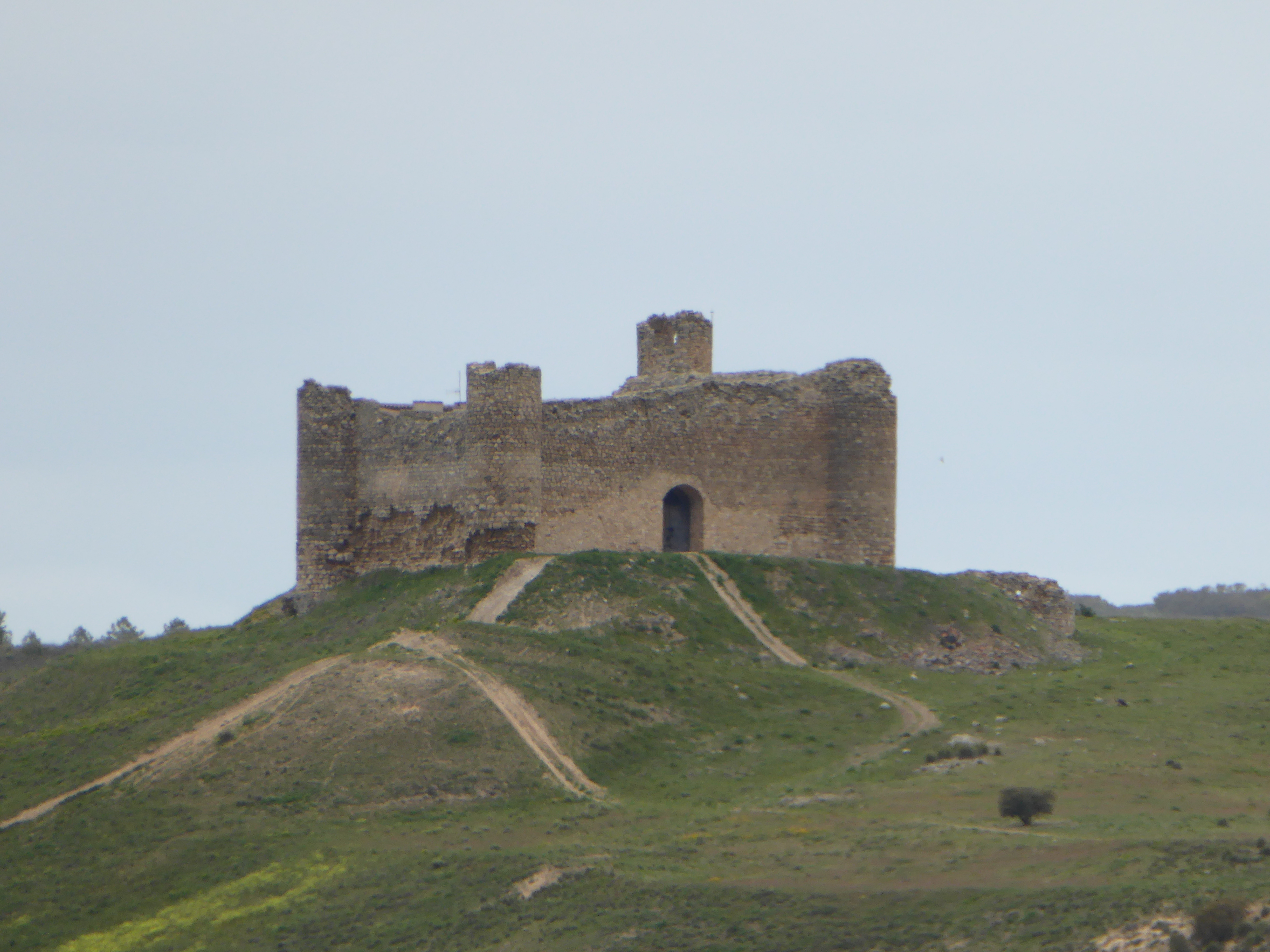
Burg von Haro
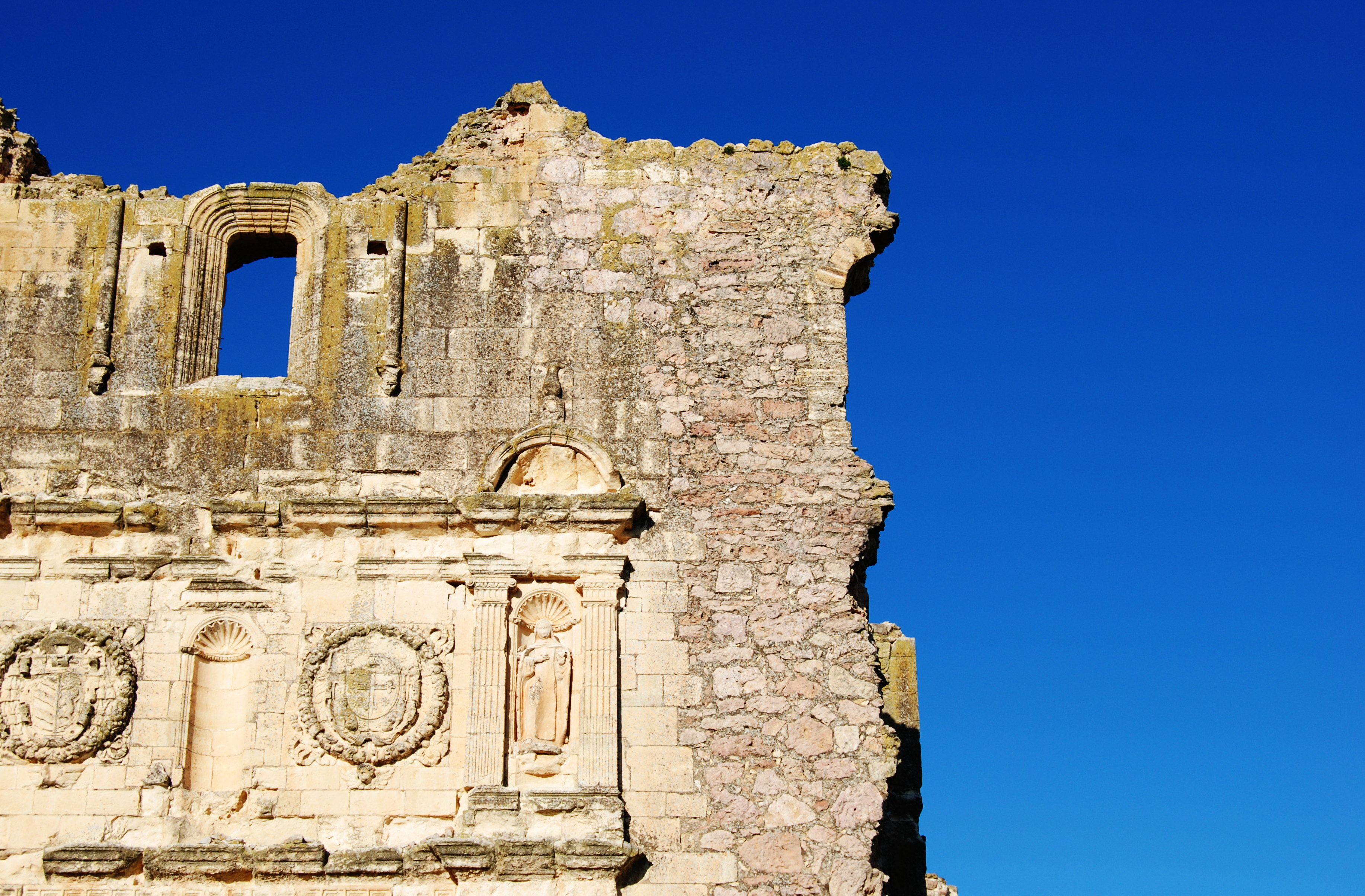
Ruine des Dominikanerkonvents
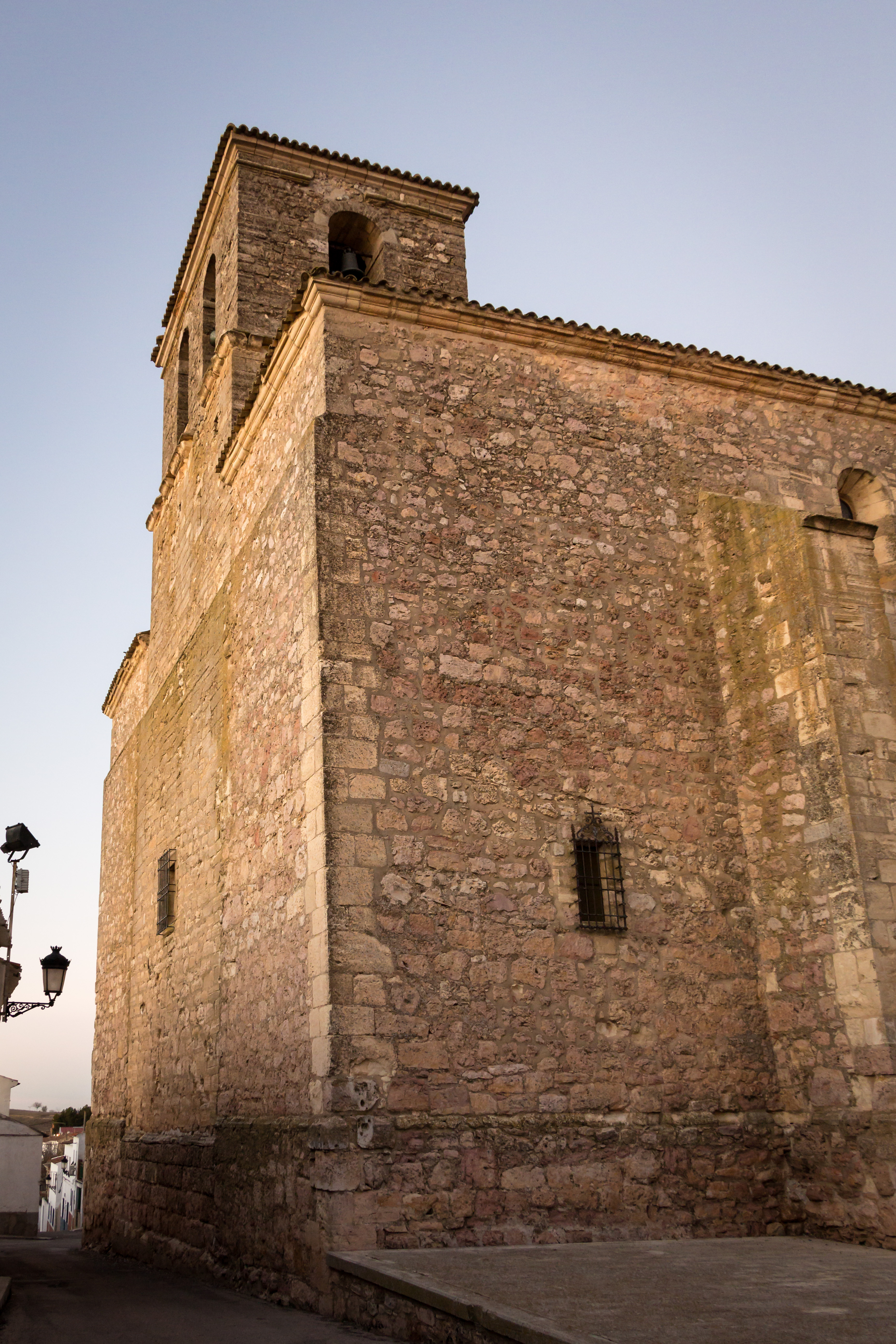
Peterskirche
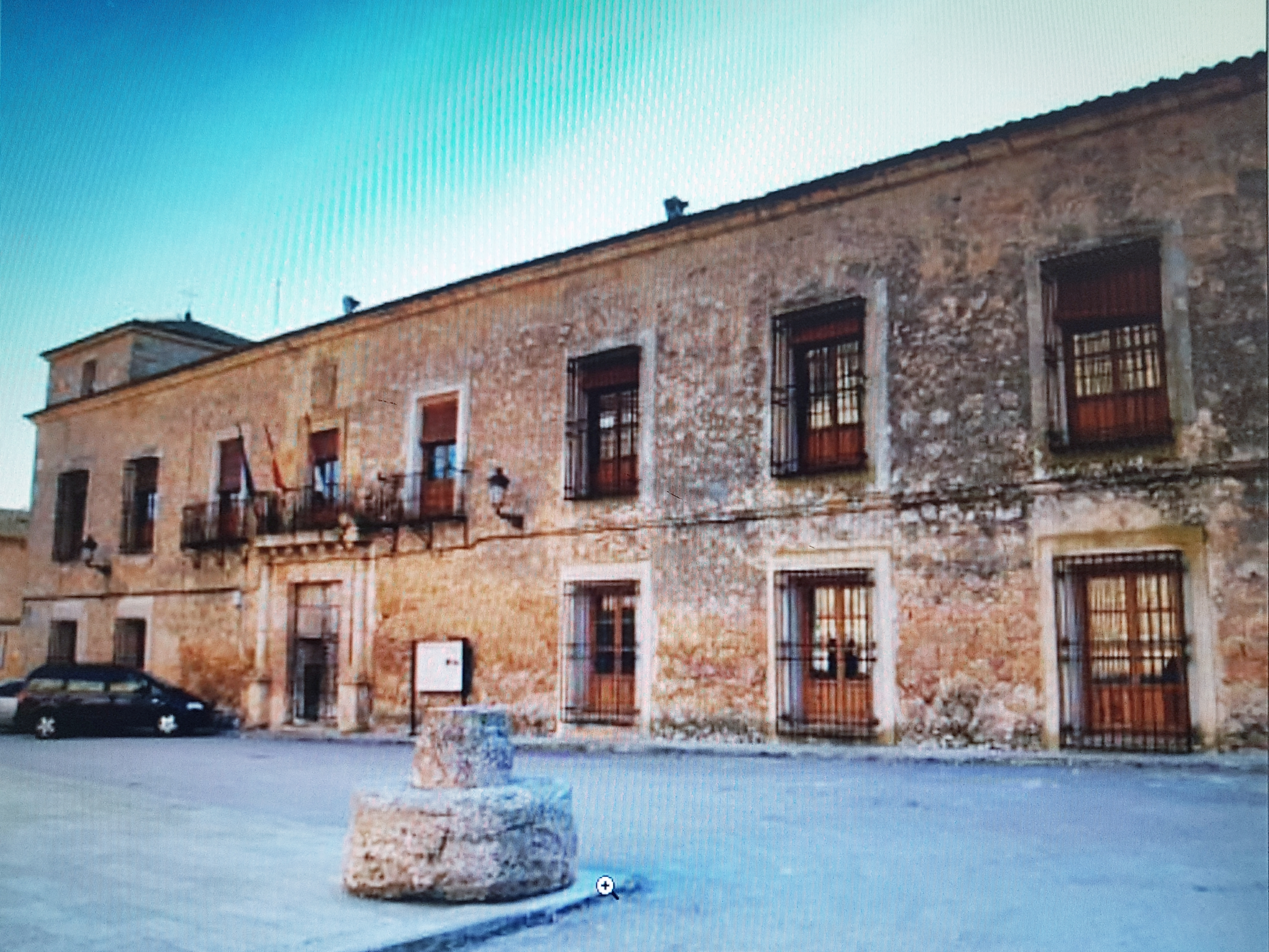
Rathaus

## Persönlichkeiten
- Diego Ramírez de Villaescusa (1459–1537), Bischof von Astorga (1498–1500), Málaga (1500–1518) und Cuenca (1518–1537)
- Sebastián Ramírez de Fuenleal (um 1490–1547), 13. Gouverneur von Neuspanien (1530–1535), 2. Gouverneur von Santo Domingo (1527–1530), Bischof von Tuy (1538–1539), von León (1539–1542) und von Cuenca (1542–1547)
- Antonio Ramírez de Haro (gestorben 1549), Bischof von Orense (1537–1539), von Ciudad Rodrigo (1539–1541), von Calahorra (1541–1543) und von Segovia (1543–1549)